# Lipówka
Lipówka este o arie protejată (sit de importanță comunitară — SCI) din Polonia întinsă pe o suprafață de 25,39 ha, integral pe uscat.

## Localizare
Centrul sitului Lipówka este situat la coordonatele 50°05′21″N 20°22′21″E / 50.0892°N 20.3724°E.

## Înființare
Situl Lipówka a fost declarat sit de importanță comunitară în aprilie 2004 pentru a proteja 3 specii de animale.

## Biodiversitate
Situată în ecoregiunea continentală, aria protejată conține 2 habitate naturale: Păduri de stejar și carpen Galio-Carpinetum, Păduri aluvionare cu Alnus glutinosa și Fraxinus excelsior (Alno-Padion, Alnion incanae, Salicion albae).
La baza desemnării sitului se află mai multe specii protejate:
- mamifere (1): liliac cârn (Barbastella barbastellus)
- nevertebrate (2): croitorul mare al stejarului (Cerambyx cerdo), Osmoderma eremita